# Elara (satelit)
Elara (greacă Ελάρα) este un satelit natural,neregulat, prograd al lui Jupiter. El a fost descoperit de Charles Dillon Perrine la Observatorul Lick în 1905. El este a optulea cel mai mare satelit a lui Jupiter și denumit în cinstea Elarei, una dintre iubitele lui Zeus și mama gigantului Tityos.
Denumirea actuală i s-a atribuit satelitului în 1975; până atunci, el era cunoscut sub numele simplu de Jupiter VII. El uneori era numit "Hera" între 1955 și 1975.Are o rază medie de doar 43 de kilometri (27 mi), deci este de 2% din dimensiunea Europei. Cu toate acestea, are jumătate din dimensiunea lui Himalia, deci este al doilea cel mai mare satelit din grupul Himalia. Ar putea fi un asteroid de tip C sau D capturat, deoarece reflectă foarte puțină lumină.

Elara observed by the Wide-field Infrared Survey Explorer (WISE) spacecraft in 2014

Elara face parte din Grupul Himalia, sateliți care orbitează între 11 și 13 Gm de la Jupiter la o înclinație de aproximativ 27.5°. Elementele sale orbitale sunt cunoscute din ianuarie 2000. Ele sunt în continuă schimbare din cauza Soarelui și perturbațiilor planetare.

## Descoperire
Elara a fost descoperită de Charles Dillon Perrine de la Observatorul Lick pe 6 ianuarie 1905, a doua zi după ce a fost anunțată descoperirea Himaliei, tot de către Perrine. Cu toate acestea, condițiile meteorologice nefavorabile au întârziat confirmarea descoperirii până pe 21 februarie.

## Întâlnirea cu New Horizons
În februarie și martie 2007, sonda spațială New Horizons către Pluto a surprins-o pe Elara în mai multe imagini LORRI de la o distanță de opt milioane de km.